# Талви Укко
Талви Укко или Талвиукко (карел. Talviukko «Зимний дед») — персонаж позднего карельского фольклора — зимний волшебник, который дарит подарки детям на Новый год. В отличие от финского Йоулупукки, больше связан с эпосом Калевала и его персонажами, а также с российским Новым годом, нежели с христианским праздником Рождества Христова.
Вотчина Талви Укко и дворец его внучки, карельской Снегурочки Лумикки находится в посёлке Чална Пряжинского района, в Республике Карелия, в 20 километрах от Петрозаводска.

## Легенда
Согласно легенде, собаки породы хаски Куттэ и Мюттэ, зимней карельской ночью в заснеженном лесу нашли новорождённого мальчика, который упал с неба звездой и отнесли его своим хозяевам, которые назвали его Талвини (с карел. Talvi — «зима»).
Мальчик очень быстро рос, в доме ему было жарко, а на холоде он не замерзал. Любимым занятием Талвино были игры с друзьями — домашними собаками, мишкой Конди, волком Хукку, лосем Хирви и зайцем Яно. Названные родители мальчика были охотниками и пытались научить его семейному ремеслу, но Талвино охоту не любил, очень любил животных. Каждую зиму Талвино дарил подарки соседским карельским детям. Когда Талвино постарел и отпустил бороду, его стали называть Талви Укко.

## Особенности
Талви Укко, как и схожие зимние персонажи, одет в красную шубу, валенки и рукавицы, также носит волшебный посох и белую бороду с усами, однако выделяется шапкой из натуральной шерсти с хвостом, а передвигается на нартах с упряжкой ездовых собак — хаски и маламутов.